# Oštrelj (Serbia)
Oštrelj (cyr. Оштрељ) – wieś w Serbii, w okręgu borskim, w mieście Bor. W 2011 roku liczyła 586 mieszkańców.